# Dicranota (Rhaphidolabis) biloba
Dicranota (Rhaphidolabis) biloba is een tweevleugelige uit de familie Pediciidae. De soort komt voor in het Palearctisch en Oriëntaals gebied.